# Racconigi
Racconigi är en ort och kommun i provinsen Cuneo i regionen Piemonte i Italien. Kommunen hade 9 940 invånare (2018).
Det kungliga slottet Racconigi som är ett världsarv ligger i kommunen. 